# Faurås härad
Faurås härad var ett härad i mellersta Halland. Området utgörs idag av norra Falkenbergs kommun och södra Varbergs kommun. Faurås härad omfattade 1927 741 kvadratkilometer varav 706 land. Här fanns 1932 16 177 invånare.  Med undantag av åren 1711–1717, då tingen (på grund av nytt tingshusbygge) hölls i Falkenberg, var Köinge (kyrkbyn i Köinge socken) tingsplats för häradsrätten till år 1906.

## Namn och vapen
Häradsnamnet skrevs 1177 Pharhtusahereth. Det är lånat från byn Faurås i Vinbergs socken, som ligger vid Lillåns utlopp i Ätran. Det kan innehålla farther med betydelsen "vattendrag som man kan vada över" och os, "åmynning". Häradsvapnet fastställdes av Kungl. Maj:t år 1962: "I fält av silver en röd bjälke". Bjälken avbildar sannolikt en stiliserad ås.

## Socknar
I Falkenbergs kommun

- Alfshögs socken
- Fagereds socken
- Gunnarps socken
- Gällareds socken
- Källsjö socken
- Köinge socken
- Ljungby socken
- Morups socken
- Okome socken
- Stafsinge socken
- Svartrå socken
- Ullareds socken
- Vinbergs socken

I Varbergs kommun

- Dagsås socken
- Sibbarps socken

Falkenbergs stad hade en egen jurisdiktion (rådhusrätt) till 1938.

## Geografi
Ätran genomflyter häradets östra delar och bildar sedan gräns i sydost ned till Falkenberg i söder. Genom de sydliga delarna av häradet rinner Vinån och i de mer nordliga Högvadsån. Bägge vattendragen mynnar i Ätran. Faurås häradsområde omfattar en milsbred kustslätt, som är tätbebyggd och uppodlad närmast havet. Innanför kustslätten ligger berglandets utposter samt platåflikar från det inre höglandet, vilket i Pukaberget når 196 meter över havet i häradets högsta punkt. I nordost ligger sjön Fegen (133 m ö.h.), vilken har sitt utlopp norrut till Ätran.
Bebyggelsen inom häradets område är huvudsakligen samlad på kustslätten samt i sänkor och på slätter i det inre. Historiska huvudnäringar har varit jordbruk och boskapsskötsel.
Angränsande härader var Himle härad i nordväst, Marks och Kinds härader i norr, Västbo härad längst i öster samt Årstads härad i sydost.
I Dagsås socken finns slottsruinen Truedsholm och inom den historiska Falkenbergs stads område fanns borgruinen Falkenberg. Senare sätesgårdar var Hellerups säteri (Ljungby socken), och Lindhults säteri (Stafsinge), Bjärnhults herrgård (Stafsinge), och Ramsjöholms herrgård (Stafsinge), Bols herrgård (Alfshög), och Fors herrgård (Alfshög), Munkagårds herrgård (Morup), Långås säteri (Morup), Öströö säteri (Dagsås), Klevs herrgård (Dagsås) och Ottersjö säteri (Dagsås).
Gästgiverier fanns i Risen (Sibbarp), kyrkbyn i Gunnarps socken, Normanstorp (Gällared), kyrkbyn i Köinge socken, kyrkbyn i Ljungby socken och kyrkbyn i Morups socken.

## Historia till 1700-talet
Faurås härad omnämns 1177 då Valdemar den store förbjuder bönderna i härad från att hindra munkarna från Esrum kloster (som ägde mark i området) från att använda häradets skog till saltsjuderi.
Redan i Kung Valdemars jordebok från år 1231 hade Hallands 88 socknar fått sin slutliga uppdelning i åtta härader (från norr till söder): Fjäre (Fyæræ), Viske (Wiskerdahl), Himle (Henöflæ), Faurås (Farthusæ), Årstad (Arestadt), Halmstad (Halmstadt), Tönnersjö (Tunderösæ) och Hök (Höx).
Byn Faurås ligger nära Vinåns mynning i Ätran. Faurås var ett så kallat kungalev (något osäker betydelse då begreppet bara används i kung Valdemars jordebok, men troligen ungefär kungsgård). Dess läge är inte säkerställd. Däremot har det senare funnits en gård (Per-Olufsgård) som även kallats för hovgård. Denna har på flera sätt, t.ex. genom ornum haft en speciell ställning i byn som kan visa en bakgrund i kungalevet. I de äldsta jordeböckerna från 1500-talet finns under Fauraas fanng många gårdar i de närliggande socknarna. Dessa är i Hallands landsbeskrivning 1729 ofta kronohemman. Till skillnad från många andra kungalev  fanns det i Faurås inte någon kyrka och Faurås har inte heller varit sockencentrum.
Efter Freden i Brömsebro år 1645 skedde en försvenskning och provinsen Halland kom att utgöra en särskild lagsaga lydande under kungl. Göta Hovrätt. Lagsagan leddes först av en landsdomare, senare lagman. Lagsagan var indelad i tre häradshövdingejurisdiktioner: 1) Norra domsagan, bestående av Fjäre och Viske härader 2) Mellersta domsagan, bestående av Himle, Faurås och Årstads härader samt 3) Södra domsagan, bestående av Halmstads, Tönnersjö och Höks härader.
Domböcker från Faurås härad finns bevarade från år 1629 (de äldsta finns i Rigsarkivet, Köpenhamn). I de äldsta domböckerna står det endast i undantagsfall var tingen hölls . 
Övergången från dansk rättsordning (där man bland annat dömde efter den så kallade Skånelagen) till svensk lag, daterar sig för häradets del till den 15 juni 1683. Detta ting inleddes av lagmannen över Hallands domsaga Olof Silnecker. Han meddelade att från och med nu skulle svensk lag och rättegångsordning gälla, vilket bland annat innebar att en häradshövding skulle vara rättens ordförande, att det skulle finnas 12 av allmogen valda nämndemän 
Åren 1669, 1678, 1681 och 1683 anges Folkared i Sibbarps socken som tingsplats. Åren 1684–1687 hölls tingen i Arvidstorp i Stafsinge socken, för att från den 16 augusti 1687 hållas "å rätta Tingsstaden Köinge" i Köinge socken (Formuleringen kan tyda på att tingen sedan gammalt hållits på detta ställe).

## Län, fögderier, tingslag, domsagor och tingsrätter
Socknarna ingick i Hallands län. Församlingarna tillhör(de) Göteborgs stift.
Häradets socknar hörde till följande fögderier:
- 1720–1946, 1 juli Halmstads fögderi
- 1946, 1 juli–1990 Falkenbergs fögderi

Till Varbergs fögderi hörde dessutom följande socknar under följande tider: Dagsås och Sibbarps socknar från 1720 till 1894 och från 1952, Fagereds, Okome, Svartrå och Köinge socknar från 1720 till 1921, Gunnarps socken mellan 1890 och 1921, Gällareds socken mellan 1889 och 1921, Källsjö och Ullareds socknar mellan 1720 och 1921 samt 1946 och 1967.
Häradets socknar tillhörde följande tingslag, domsagor och tingsrätter:
- 1683–1906 Faurås tingslag i Hallands mellersta domsaga (Årstads, Faurås och Himle härader)
- 1907–1947 Årstads och Faurås tingslag i Hallands mellersta domsaga
- 1948–1970 Hallands mellersta domsagas tingslag i Hallands mellersta domsaga

- 1971 Hallands mellersta tingsrätt och domsaga
- 1972-Varbergs tingsrätt och domsaga